# Athyrma bubo
Athyrma bubo är en fjärilsart som beskrevs av Jacob Hübner 1832. Athyrma bubo ingår i släktet Athyrma och familjen nattflyn. Inga underarter finns listade i Catalogue of Life.

## Bildgalleri

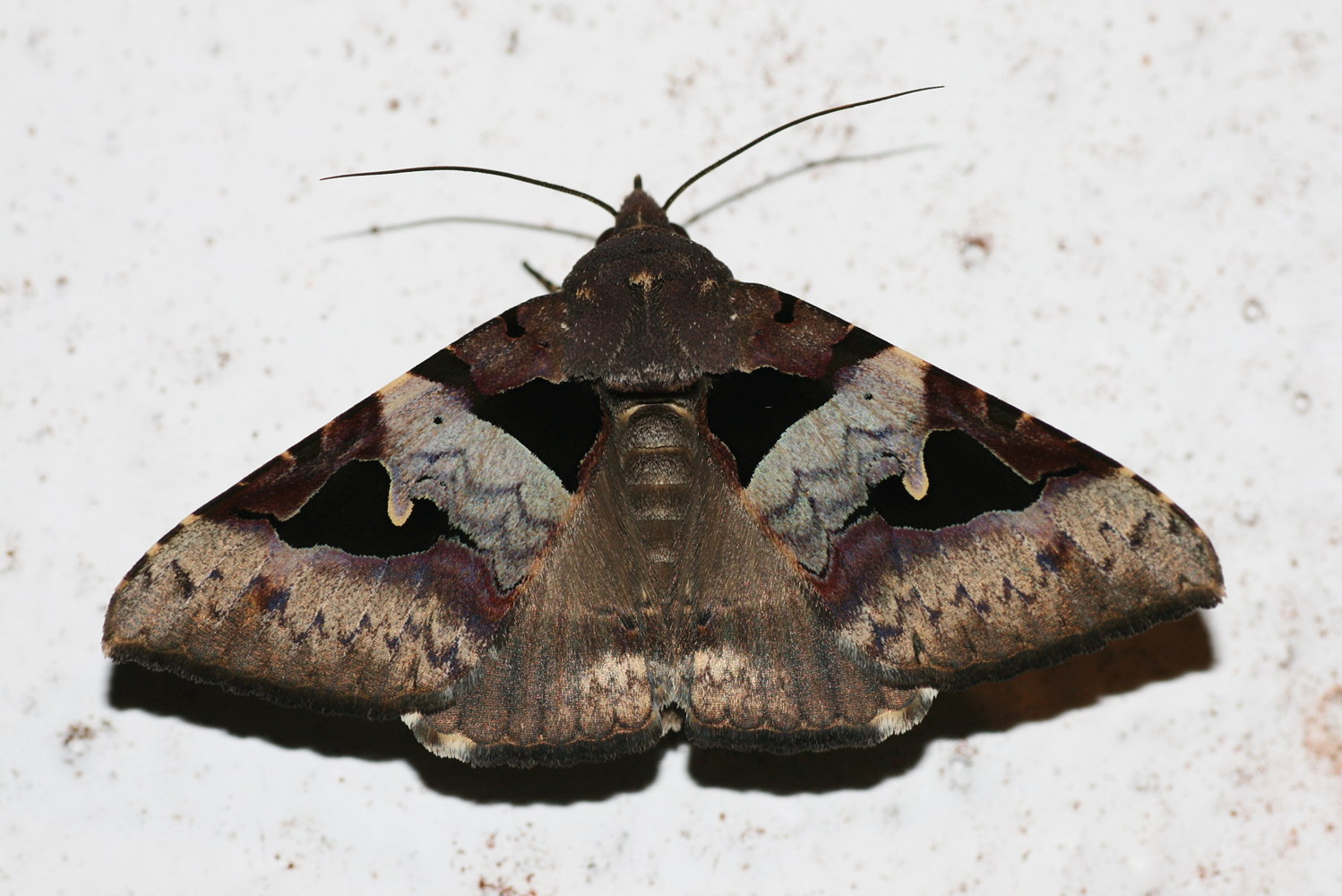